# Kościół Matki Bożej Królowej Polski w Jabłonnie
Kościół pw. Matki Bożej Królowej Polski – rzymskokatolicki kościół parafialny znajdujący się w Jabłonnie, w powiecie legionowskim, w województwie mazowieckim.

## Historia
Kościół powstał na potrzeby przebywających letników i dla rosnącej liczby stałych mieszkańców na ziemi ofiarowanej przez hrabiego Maurycego Stanisława Potockiego, według projektu architekta Józefa Sendyńskiego. Rozpoczęcie budowy nastąpiło w 1921 roku, po tym jak został zawiązany Komitet Budowy Kościoła. Budowę świątyni ukończył w drugiej połowie lat 30. ks. Stanisław Skrzeszewski. W 1944 roku ustępujące wojska niemieckie wysadziły kościół, lecz do 1954 roku został odbudowany według projektu architektów Zbigniewa Chwaliboga i Bolesława Gierycha. 19 września 1954 roku bp Wacław Majewski konsekrował świątynię.